# Dicranomyia (Dicranomyia) kubera
Dicranomyia (Dicranomyia) kubera is een tweevleugelige uit de familie steltmuggen (Limoniidae). De soort komt voor in het Oriëntaals gebied.